# Диканьский поселковый совет (Диканьский район)
Диканьский поселковый совет (укр. Диканська селищна рада) — входит в состав
Диканьского района
Полтавской области
Украины.
Административный центр поселкового совета находится в
пгт Диканька.

## История
- 1957 — дата образования.

## Населённые пункты совета
- пгт Диканька
- с. Василевка
- с. Прони
- с. Трояны